# Hu Chia-chen
Hu Chia-chen (* 28. März 1997) ist eine taiwanesische Leichtathletin, die sich auf den Sprint spezialisiert hat.

## Sportliche Laufbahn
Erste internationale Erfahrungen sammelte Hu Chia-chen bei den Jugend-Asienspielen 2013 in Nanjing, bei denen sie mit 12,40 s in der ersten Runde ausschied. Im Jahr darauf belegte sie bei den Juniorenasienmeisterschaften in Taipeh im 100-Meter-Lauf den vierten Platz und gewann mit der taiwanesischen 4-mal-100-Meter-Staffel in 45,94 s die Bronzemedaille. Damit qualifizierte sie sich für die Juniorenweltmeisterschaften in Eugene, bei denen sie mit 12,02 s im Vorlauf ausschied. Anfang Oktober belegte sie mit der Staffel den siebten Platz bei den Asienspielen in Incheon. 2017 nahm sie an den Asienmeisterschaften in Bhubaneswar teil und schied dort mit 12,08 s im Halbfinale aus. Bei der Sommer-Universiade in Taipeh schied sie sowohl im Einzelbewerb über 100 Meter als auch mit der Staffel in der ersten Runde aus.
2018 nahm sie erneut an den Asienspielen in Jakarta teil und gelangte dort mit der Staffel auf den sechsten Platz. Im Jahr darauf schied sie bei den Asienmeisterschaften in Doha mit 11,94 s im Vorlauf aus. Im Juli schied sie bei der Sommer-Universiade in Neapel mit 12,21 s im Vorlauf aus. 2025 belegte sie bei den Asienmeisterschaften in Gumi in 11,85 s den sechsten Platz.
2018 wurde Hu taiwanische Meisterin mit der 4-mal-100-Meter-Staffel.

## Persönliche Bestleistungen
- 100 Meter: 11,49 s (+0,1 m/s), 23. September 2023 in Neu-Taipeh
- 200 Meter: 24,22 s (+0,4 m/s), 25. Oktober 2023 in Tainan